# Gianni Vernetti
Gianni Vernetti (n. 27 noiembrie 1960, Torino, Italia) este un scriitor și un politician  italian, membru al Camerei Deputaților în perioada 2001 – 2013 din partea Italiei. 

## Viața timpurie
Gianni Vernetti s-a născut la Torino, Italia. În 1985 a absolvit Arhitectura la Universitatea Politehnică din Torino. În 1987 a primit un doctorat în ecologie urbană la Universitatea Politehnică din Milano.

## Cariera

### Viceprimarul municipiului Torino (1993-1999)
Între 1993 și 1999, Vernetti a fost viceprimar al orașului Torino, responsabil cu Lucrările Publice, Mediul și Dezvoltarea Durabilă și Renovarea Urbană.

### Deputat în Parlament, Măslin (2001-2006)
În 2001, a fost ales în Camera Deputaților a Parlamentul Republicii Italiene. În calitate de lider al grupului său în Comisia pentru energie și industrie, a promovat mai multe inițiative privind energiile regenerabile.
El a fost membru al Comitetului Național de Conducere al partidului său, "La Margherita", un partid politic de centru-stânga membru al Partidul Democrat European (EDP) și al Alianței Liberalilor și Democraților pentru Grupul Europei]] (ALDE) în Parlamentul European.

### Senator și subsecretar pentru Afaceri Externe (2006-2008)
În 2006, a fost ales în Senat al Republicii (Italia, iar după ce coaliția de centru-stânga a câștigat alegerile generale a devenit subsecretar de stat pentru afaceri externe în Guvernul Prodi. A fost responsabil de relațiile bilaterale dintre Italia și țările din Asia/Pacific și de problemele legate de democrație și drepturile omului. Vernetti a coordonat toate inițiativele italiene din Afganistan, unde Italia participă la misiunea militară NATO și coordonează sectorul justiției și reforma statului de drept.
El a promovat noile politici italiene față de Asia Centrală, implementând mai multe proiecte de ajutor pentru dezvoltare și îmbunătățind cooperarea economică, comercială și militară. A coordonat inițiativele italiene în Asia promovând mai multe proiecte economice, științifice, comerciale și cooperarea militară, în special între Italia și India, China, Coreea de Sud, Sri Lanka, Indonezia și Pakistan.
Vernetti a coordonat campania italiană pentru Moratoriul Universal asupra pedepsei cu moartea, coordonând acțiunea de căutare a consensului la Națiunile Unite care a dus la aprobarea rezoluției în decembrie 2007. El a reprezentat și Italia în Consiliul pentru Drepturile Omului al ONU între 2006 și 2008. Vernetti a coordonat inițiativele italiene în zona Pacificului și a promovat intrarea Italiei în Forumul Insulelor Pacificului.

### Membru al Parlamentului, Partidul Democrat (2008-2013)
În 2008, Vernetti a fost ales pentru al treilea mandat în Camera Deputaților și a fost membru al Comisiei pentru Afaceri Externe și al Delegației Italiei la Adunarea Parlamentară a NATO. A fost membru al Comitetului director al Partidul Democrat European.
El este Coordonator al Alianței Democraților  o rețea internațională de peste 70 de partide politice democratice, liberale și centriste de pe toate cele cinci continente.
El este co-președinte al Grupului Italian al Internaționala Liberală.
A devenit președinte al Asociației parlamentare Italia-Tibet în 2008 și vicepreședinte al Asociației parlamentare Italia-Israel.
Translation result

### Scriitor și jurnalist (2013-...)
În 2013, după trei mandate în Parlament, a decis să nu mai candideze și a fondat Gea Solar, o companie axată pe dezvoltarea solară fotovoltaică la scară publică în Africa, Asia și Latină. America.
Din 2017 a promovat blogul (giannivernetti.it), cu informații despre actualitatea geopolitică și politica internațională.
Din ianuarie 2018, este editorialist de afaceri externe la cotidianul italian "La Stampa" și în mai 2020 a devenit editorialist la Huffington Post, scriind mai multe articole de opinie și reportaje despre politică externă, securitate și drepturile omului. .
Din mai 2020 a devenit editorialist la La Repubblica scriind editoriale, reportaje și interviuri despre cele mai relevante crize globale, confruntarea tot mai mare dintre democrații și regimurile autoritare, noile amenințări la adresa securității internaționale, provocările puse de regimurile din Rusia, China și Iran.
În martie 2022 am publicat cartea „Dissidenti” pentru Rizzoli  în care analizează confruntarea tot mai mare dintre democrații și autocrații, însoțind cititorul într-o călătorie prin munții Kurdistanului, unde luptătorii kurzi au învins milițiile jihadiste ale ISIS; pe versanții Himalaya, unde o mână de călugări curajoși au salvat cultura tibetană de o mie de ani; în micuța și combativă Lituania, care a trăit toate totalitarismele secolului al XX-lea și astăzi primește dizidenți din Rusia și Belarus; pe insula Taiwan, care rezistă autoritarismului chinez.

## Viața personală
Este căsătorit cu Laura De Donato, jurnalist. Au patru copii.